# Neoperla biseriata
Neoperla biseriata är en bäcksländeart som beskrevs av Peter Zwick och Anbalagan 2007. Neoperla biseriata ingår i släktet Neoperla och familjen jättebäcksländor. Inga underarter finns listade i Catalogue of Life.